# Saprinus crypticus
Saprinus crypticus är en skalbaggsart som beskrevs av Rolf Martin Theodor Dahlgren 1967. Saprinus crypticus ingår i släktet Saprinus och familjen stumpbaggar. Inga underarter finns listade i Catalogue of Life.